# Raphael Sallinger
Raphael Sallinger (Klagenfurt, 8 dicembre 1995) è un calciatore austriaco, portiere dell'Hartberg.

## Carriera

### Club
Sallinger ha iniziato la sua carriera calcistica con Welzenegg e Kalsdorf nelle divisioni regionali austriache. Nel 2014 è stato acquistato dal Kaiserslautern che lo ha assegnato alla seconda squadra.
Dopo due stagioni in cui non è riuscito ad esordito in prima squadra è stato acquistato dal Wolfsberger ed il 29 aprile 2017 ha esordito nel calcio professionistico giocando l'incontro di Bundesliga pareggiato 2-2 contro il Mattersburg.
Il  2018 è passato a titolo definitivo all'Hartberg.

### Nazionale
Nel 2015 ha giocato un incontro con l'Austria Under-20.

## Statistiche

### Presenze e reti nei club
Statistiche aggiornate al 15 marzo 2024.
| Stagione        | Squadra           | Campionato      | Campionato | Campionato | Coppe nazionali | Coppe nazionali | Coppe nazionali | Coppe continentali | Coppe continentali | Coppe continentali | Altre coppe | Altre coppe | Altre coppe | Totale | Totale | Totale |
| Stagione        | Squadra           | Comp            | Pres       | Reti       | Comp            | Pres            | Reti            | Comp               | Pres               | Reti               | Comp        | Pres        | Reti        | Pres   | Reti   |        |
| --------------- | ----------------- | --------------- | ---------- | ---------- | --------------- | --------------- | --------------- | ------------------ | ------------------ | ------------------ | ----------- | ----------- | ----------- | ------ | ------ | ------ |
| ago. 2012       | Welzenegg         | KL              | 4          | -7         |                 | -               | -               |                    | -                  | -                  |             | -           | -           | 4      | -7     |        |
| 2012-2013       | Kalsdorf          | RL              | 8          | -19        | CA              | 2               | -3              |                    | -                  | -                  |             | -           | -           | 10     | -22    |        |
| 2014-2015       | Kaiserslautern II | RL              | 11         | -7         |                 | -               | -               |                    | -                  | -                  |             | -           | -           | 11     | -7     |        |
| 2015-2016       | Kaiserslautern II | RL              | 9          | -15        |                 | -               | -               |                    | -                  | -                  |             | -           | -           | 9      | -15    |        |
| 2016-2017       | Wolfsberger II    | KL              | 17         | -17        |                 | -               | -               |                    | -                  | -                  |             | -           | -           | 17     | -17    |        |
| 2016-2017       | Wolfsberger       | BL              | 1          | -2         | CA              | 0               | 0               |                    | -                  | -                  |             | -           | -           | 1      | -2     |        |
| 2017-2018       | Wolfsberger       | BL              | 5          | -13        | CA              | 1               | -1              |                    | -                  | -                  |             | -           | -           | 6      | -14    |        |
| 2018-2019       | Hartberg          | BL              | 0          | 0          | CA              | 1               | -3              |                    | -                  | -                  |             | -           | -           | 1      | -3     |        |
| 2019-2020       | Hartberg          | BL              | 1          | -3         | CA              | 0               | 0               |                    | -                  | -                  |             | -           | -           | 1      | -3     |        |
| 2020-2021       | Hartberg          | BL              | 1          | 0          | CA              | 0               | 0               |                    | -                  | -                  |             | -           | -           | 1      | 0      |        |
| 2021-2022       | Hartberg          | BL              | 5          | -9         | CA              | 2               | -2              |                    | -                  | -                  |             | -           | -           | 7      | -11    |        |
| 2022-2023       | Hartberg          | BL              | 20         | -27        | CA              | 1               | -3              |                    | -                  | -                  |             | -           | -           | 21     | -30    |        |
| 2023-2024       | Hartberg          | BL              | 22         | -28        | CA              | 3               | -3              |                    | -                  | -                  |             | -           | -           | 25     | -31    |        |
| Totale carriera | Totale carriera   | Totale carriera | 84         | -147       |                 | 10              | -15             |                    | -                  | -                  |             | -           | -           | 94     | -162   |        |